# Arthur C. Parker
Arthur Caswell Parker (Reserva Cattaraugus, 1881-1955) fue un antropólogo seneca, sobrino de Ely Parker y de madre blanca, trabajó en el Museo de Historia Natural de Nueva York. Desde 1904 recogió datos sobre los iroqueses de Nueva York y, en 1911, conoció a Ohiyessa y se hizo miembro de la Sociedad de Indios Americanos. En 1915 dirigió la revista American Indian Magazine, desde donde atacó a Franz Boas. En 1946 también participó en el Congreso Nacional de Indios Americanos (NCAI). Compuso unos 250 artículos de temática diversa.

## Obras
- Polisíntesis del Lenguaje de los Indios Norteamericanos (1893)
- Iroquoian Cosmology (1904)
- Iroquois Uses of Maize and Other Food Plants (1910)
- The Code of Handsome Lake, the Seneca Prophet (1913)
- The Constitution of the Five Nations (1916)
- Seneca Fiction Legends And Myths (AMB Jeremiah Curtin) (1918)
- The Archaeological History of New York (1922)